# Peter Giles
Peter Giles (nascido em 17 de Junho de 1944, em Portsmouth, Inglaterra) é um baixista e vocalista britânico.

## Biografia
Com seus irmãos Michael Giles e Robert Fripp, ele formou Giles, Giles e Fripp em 1967. Peter Giles foi substituído por Greg Lake quando Fripp e Michael Giles formaram King Crimson. Peter Giles mais tarde fez uma aparição no segundo álbum do King Crimson In the Wake of Poseidon, e em 2002-2007, ele se uniu a outros ex-alunos da Crimson na 21st Schizoid Band. A banda excursionou para aclamação da crítica.
Giles também apareceu com seu irmão Michael e Ian McDonald com o nome de "McDonald e Giles" (Island Records [ILPS 9126]  UK; Cotillion Records [SD 9042]  EUA).
A partir de 2009, Giles estava produzindo um álbum de material original com sua esposa Yasmine, sob a bandeira de Aluna. Isso foi previsto para lançamento mundial no final daquele ano.